# Societat de Benefici i Interès Comú
|  | No s'ha de confondre amb B Corporation. |

Una Societat de Benefici i Interès Comú (SBIC), equivalent internacionalment a Benefit Corporation, és un tipus de societat mercantil per accions que va entrar en vigor a Espanya el 19 d'octubre de 2022 amb la Llei 18/2022, de creació i creixement d'empreses.
Es tracta d'entitats amb afany de lucre que, més enllà de perseguir fins de Responsabilitat social corporativa (RSC), utilitzen recursos privats per aconseguir un triple impacte en els àmbits econòmic, social i mediambiental (àmbits que acostumen a citar-se com ESG, per les inicials en anglès de Environment, Social i Governance), més enllà doncs dels fins purament financers. Busquen generar un impacte positiu en la societat i el medi ambient i utilitzen eines de mesura de l'impacte per a informar dels seus resultats, i com a tals poden ser projectes disruptius amb un impacte tangible i mesurable, a banda de beneficis financers, en un concepte que acadèmicament es coneix com el de l'empresa amb propòsit, que va comptar amb un tractament diferenciat per exemple en el congrés BizBarcelona de 2022, a Fira de Barcelona, amb un panell ampli amb diversos exemples.
Resta tanmateix pendent del desenvolupament reglamentari corresponent, que en definirà la seva essència, requisits i beneficis. Ara per ara tenen simplement un tractament en l'àmbit de les Societats de Capital (com les SA o les SL), però se sotmeten voluntàriament a aquest règim, que requereix recollir als seus estatuts, en l'objecte social, el seu compromís amb la generació explícita d'impacte positiu en l'àmbit social o mediambiental a través de la seva activitat, responent davant de l'accionariat també per aquests beneficis addicionals als financers.

## Origen d'aquest tipus de societat

Mapa amb la vigència legal per estats de les Benefit Corporation als EUA (2021)

Aquesta mena de forma jurídica té els seus orígens i equivalència als EUA sota la denominació habitual de Benefit Corporation, com també «Social purpose corporation» a estats com Califòrnia, tot i que en cadascun dels 35 estats on és vigent pot tenir denominacions o variants lleugerament diferents. També podem trobar altres equivalències en les Società Benefit a Itàlia, Entreprise à mission a França, Community interest Company a Regne Unit. Malgrat que existeix una certificació d'empresa amb propòsit anomenada B Corporation (o simplement B Corp), és independent i no és requisit per a optar per aquestes fórmules jurídiques. L'entitat emissora, però, de la certificació (B Lab Spain) ha estat promotora principal de la iniciativa parlamentària que ha conduït a la seva aprovació.
Més enllà de la denominació de la forma jurídica, tenen en comú aspectes bàsics que han de complir com ara:
- L'establiment d'una redacció clara per "considerar els interessos de les parts interessades" en els estatuts de la societat.[12] Definir els "grups d'interès" com a empleats, comunitat, entorn, proveïdors, clients i accionistes.[12][13]
- No prioritzar cap de les parts interessades per sobre d'altres.[14]
- Permetre que els valors de l'empresa pervisquin sota qualsevol possible nova estructura de gestió, inversió o propietat futures.[12][15]

## Marc jurídic complet
A juliol de 2024 encara restava pendent el desenvolupament d’un marc jurídic sòlid que regulés aquesta figura legal. Per aquest motiu, B Lab Spain va presentar el Codi de Bones Pràctiques per a les Societats de Benefici i Interès Comú. Aquest document inclou els principis i recomanacions per a aquelles empreses que vulguin inscriure’s com a SBIC.
A més, el Col·legi Oficial de Registradors de la Propietat, Mercantils i Béns Mobles d’Espanya va elaborar també una guia orientativa de les especialitats dels estatuts socials de les SBIC, amb l’objectiu d’ajudar a comprendre les particularitats d’aquest tipus de societats.
Segons la guia pràctica del Col·legi de Registradors, els elements principals que hauria de tenir en compte el desenvolupament reglamentari de la figura jurídica de les SBIC inclouen els següents aspectes:
1. Denominació: Les societats han d'incloure "societat de benefici i interès comú" en la seva denominació social, amb l'opció d'utilitzar la denominació fora dels estatuts entre parèntesis, però sense utilitzar sigles com "SBIC".
2. Objecte social i propòsit: Els estatuts han de definir clarament el propòsit de benefici públic o comú, que ha de tenir un impacte positiu concret en una problemàtica social o ambiental a través de l'activitat empresarial. Això inclou la persecució d'efectes positius o la reducció d'efectes negatius sobre els grups d'interès rellevants.
3. Identificació dels principals beneficiaris del propòsit: Els estatuts han de definir els individus, comunitats o grups d'interès directament afectats pel propòsit de benefici comú i que són rellevants en la presa de decisions empresarials.
4. Restriccions a la transmissió de les accions i participacions: Pot establir-se que la transmissió d'accions o participacions estigui subjecta a l'autorització de la junta general si afecta la persecució del propòsit establert.
5. Facultats de l'òrgan d'administració: L'òrgan d'administració és responsable de la gestió i representació de la societat, amb l'obligació d'adoptar decisions que promoguin el desenvolupament del propòsit social dins dels límits de la discrecionalitat empresarial legítima.
6. Limitació del repartiment de dividends: Es poden establir limitacions estatutàries en el repartiment de dividends i l'obligació de reinvertir un percentatge dels beneficis per a la millor consecució del propòsit.
7. Comptes anuals i informe anual sobre desenvolupament del propòsit: Els administradors han de detallar en la memòria anual el compliment del propòsit i el rendiment responsable. L'informe sobre el desenvolupament del propòsit ha de ser públic i detallat en relació amb els objectius compromesos i els impactes aconseguits.
8. Nomenament de la comissió o responsable del propòsit: S'ha de crear una comissió o un càrrec unipersonal encarregat de supervisar el desenvolupament del propòsit de benefici comú, incloent la validació dels objectius i la supervisió del seu assoliment.
9. Transparència i rendició de comptes: Les SBIC han de fer públics anualment els informes sobre el desenvolupament del propòsit i el rendiment responsable, assegurant la transparència en les seves operacions.
10. Liquidació de la societat: En cas de liquidació, els béns destinats a la realització de fins anàlegs s'han de gestionar segons el previst en els estatuts socials i la quota de liquidació es calcularà per un expert independent designat pel registrador mercantil.